# Lygodium longifolium
Lygodium longifolium är en ormbunkeart som först beskrevs av Carl Ludwig Willdenow, och fick sitt nu gällande namn av Olof Peter Swartz. Lygodium longifolium ingår i släktet Lygodium och familjen Lygodiaceae. Inga underarter finns listade.